# Igor Skalin
Igor Anatoljevitj Skalin (ryska: Игорь Анатольевич Скалин), född den 12 januari 1970 i Moskva, är en rysk seglare.
Han tog OS-silver i soling i samband med de olympiska seglingstävlingarna 1996 i Atlanta.